# جنگ فیلیپین و آمریکا
جنگ فیلیپین و آمریکا (انگلیسی: Philippine–American War ; فیلیپینی: Digmaang Pilipino–Amerikano ; اسپانیایی: Guerra filipino–estadounidense‎)، که همچنین به عنوان جنگ فیلیپینی-آمریکایی، جنگ فیلیپین، قیام فیلیپین یا شورش تاگالوگ نیز اشاره شده‌است؛  درگیری مسلحانه بین جمهوری اول فیلیپین و ایالات متحده آمریکا بود که از ۴ فوریه ۱۸۹۹ تا ۲ ژوئیه ۱۹۰۲ ادامه داشت.  در حالی که ملی‌گرایان فیلیپینی این درگیری را ادامه مبارزه برای استقلال می‌دیدند که از سال ۱۸۹۶ با انقلاب فیلیپین شروع شده بود، دولت آمریکا آن را به عنوان یک شورش درنظر گرفت. این درگیری زمانی به وجود آمد که جمهوری اول فیلیپین به مفاد معاهده پاریس اعتراض کرد که بر اساس آن ایالات متحده، فیلیپین را از اسپانیا گرفت و آن را تصاحب کرد و جنگ آمریکا و اسپانیا پایان یافت. 
در ۴ فوریه ۱۸۹۹، در نبرد مانیل، بین نیروهای ایالات متحده و جمهوری فیلیپین، جنگ درگرفت. در ۲ ژوئن ۱۸۹۹، جمهوری اول فیلیپین رسماً علیه ایالات متحده اعلام جنگ کرد. جنگ در ۲ ژوئیه ۱۹۰۲ با پیروزی ایالات متحده رسماً پایان یافت. با این حال، برخی از گروه‌های فیلیپینی - به رهبری جانبازان کاتیپونان، یک جامعه انقلابی فیلیپین - برای چندین سال دیگر به نبرد با نیروهای آمریکایی ادامه دادند. 
این جنگ منجر به کشته شدن حداقل ۲۰۰۰۰۰ غیرنظامی فیلیپینی شد که بیشتر به دلیل قحطی و بیماری روی داد. برخی تخمین‌ها برای کل کشته‌های غیرنظامی تا یک میلیون نفر نیز می‌رسد. جنگ و به ویژه اشغال توسط ایالات متحده، فرهنگ جزایر فیلیپین را تغییر داد و منجر به ظهور پروتستانیسم و نابودی کلیسای کاتولیک و ورود زبان انگلیسی به جزایر به عنوان زبان اصلی دولت، آموزش، تجارت، صنعت شد.

## نگارخانه

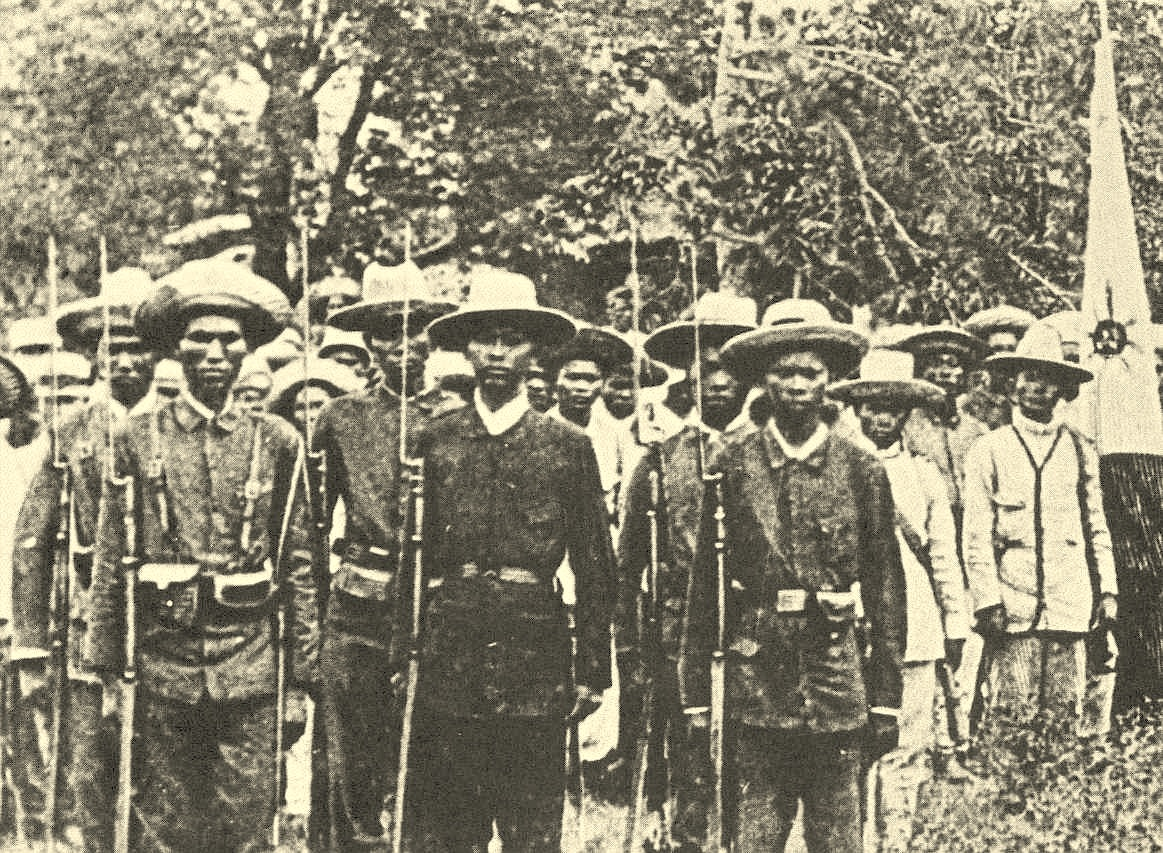
عکسی از اواخر قرن نوزدهم کاتیپنروس فیلیپینی
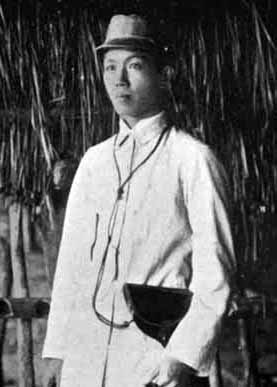
امیلیو آگوینالدو رئیس‌جمهور وقت فیلیپین
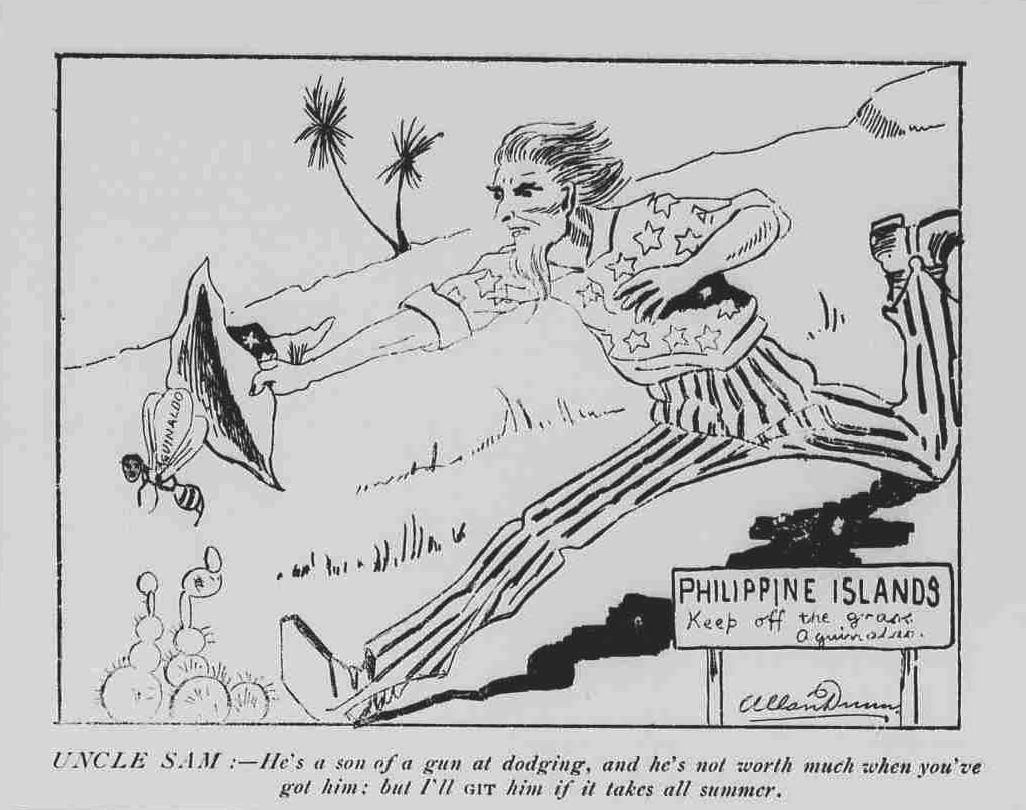
عمو سام (نماد ایالات متحده) یک زنبور عسل (به نمایندگی از امیلیو آگوینالدو، رئیس‌جمهور وقت فیلیپین) را تعقیب می‌کند.
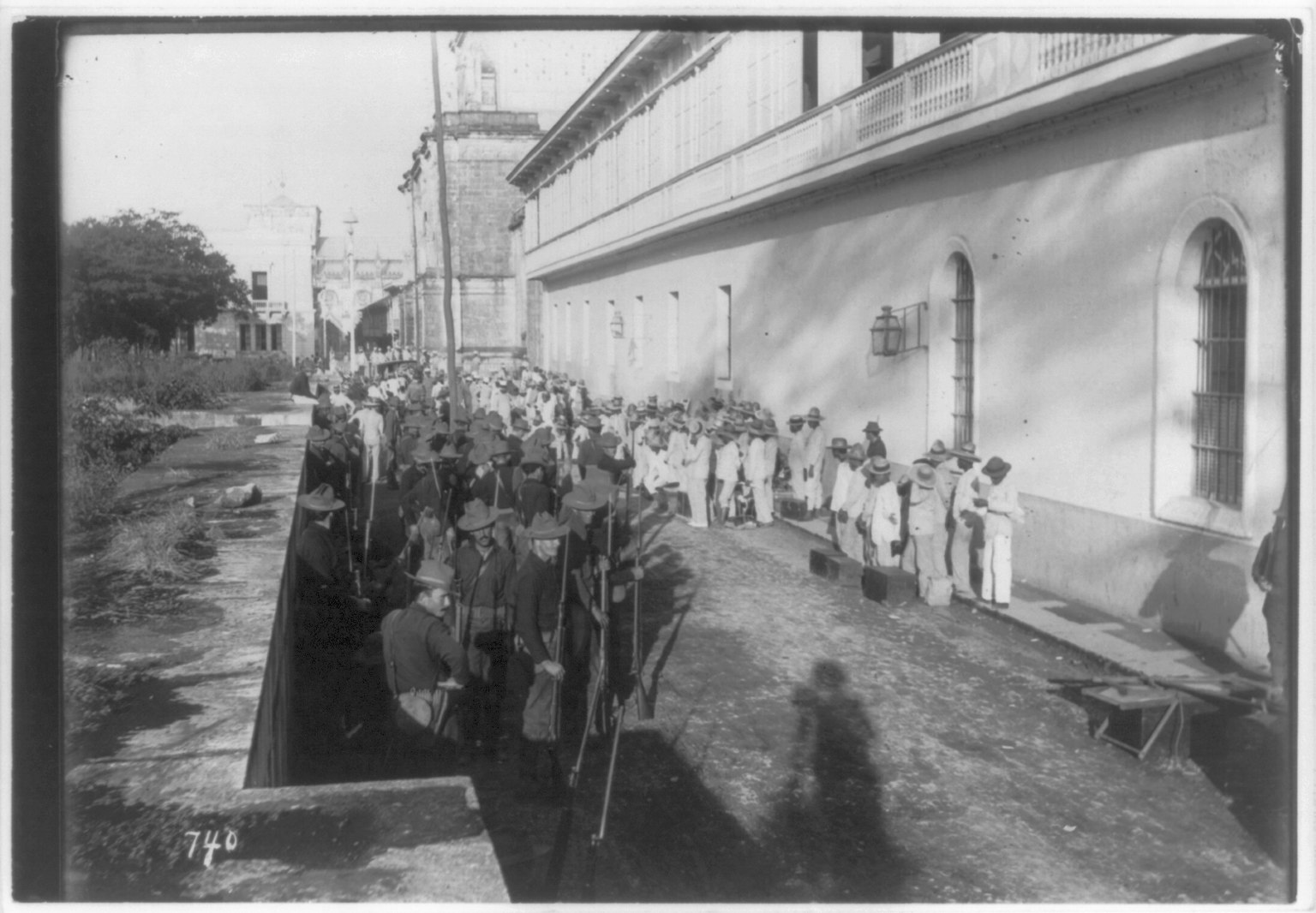
فیلیپین، مانیل، ۱۸۹۹– سربازان آمریکایی و زندانیان شورشی
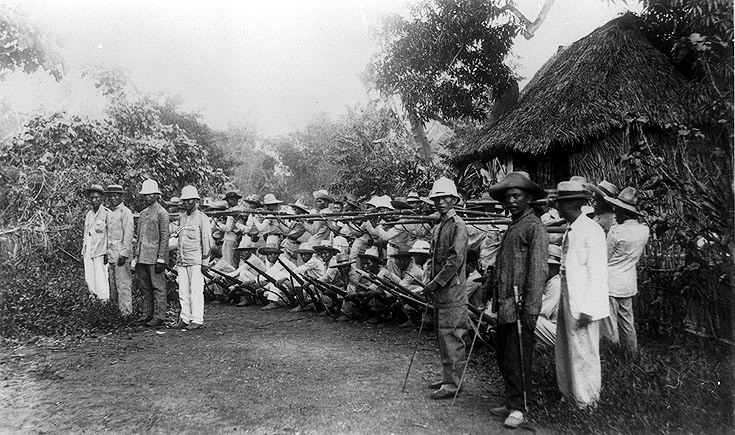
سربازان فیلیپینی در خارج از مانیل در سال ۱۸۹۹
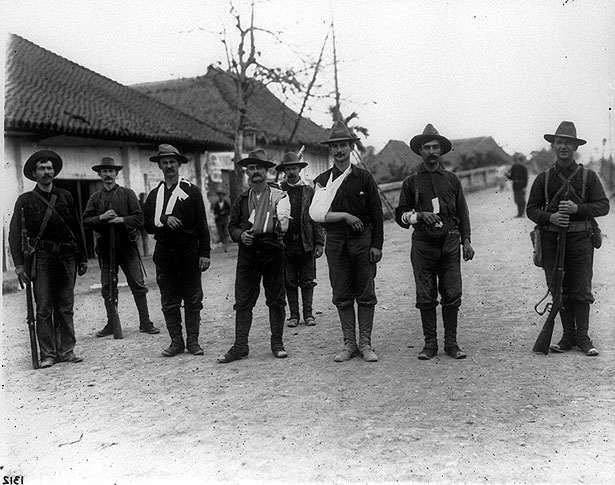
سربازان زخمی آمریکایی در سانتا مسا، مانیل در سال ۱۸۹۹
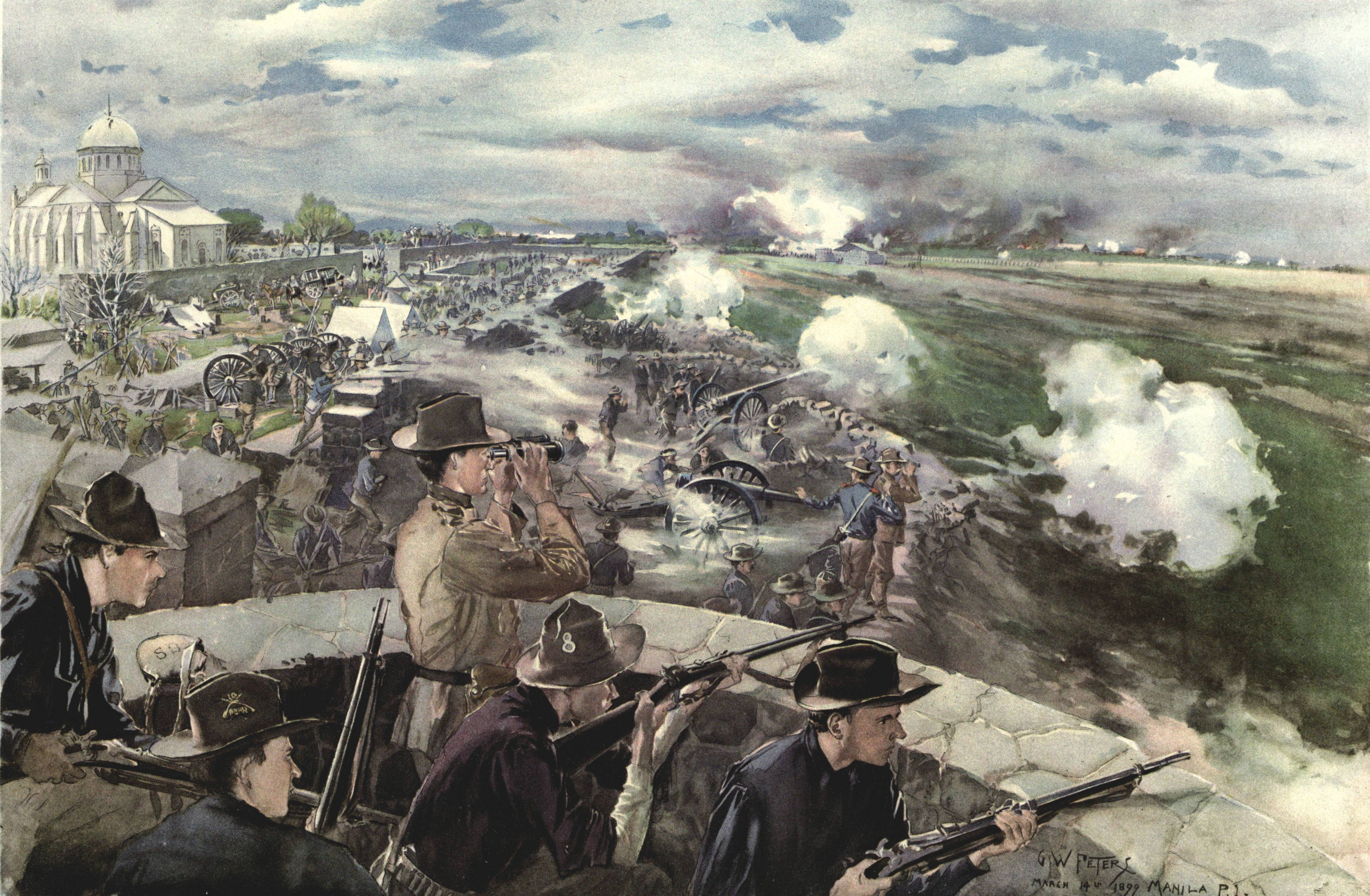
نبرد کالوکان، ۱۰ فوریه ۱۸۹۹. سرلشکر آرتور مک آرتور با دوربین شکاری.
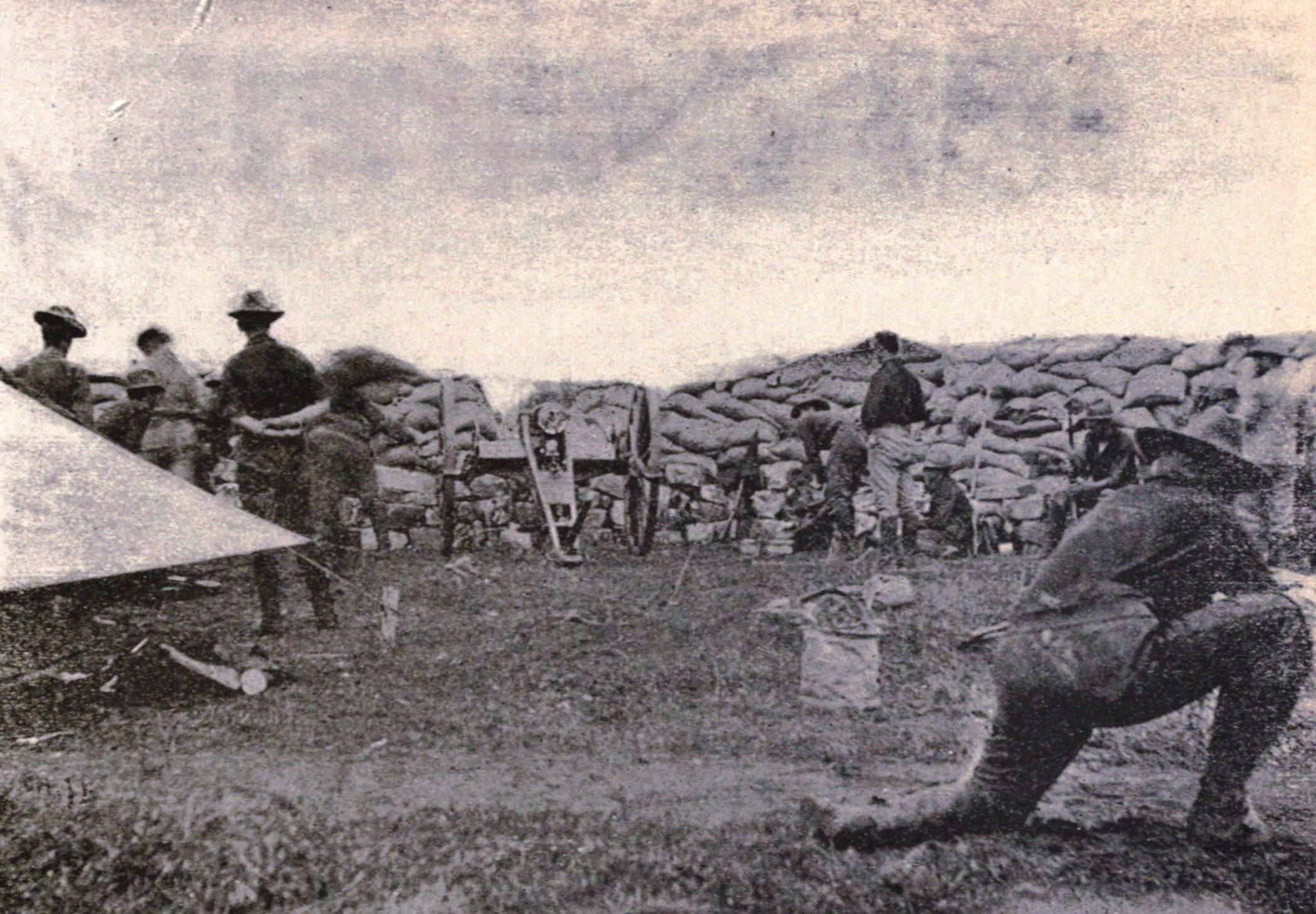
توپخانه سبک یوتا در عملیات علیه فیلیپین، ۱۸۹۹
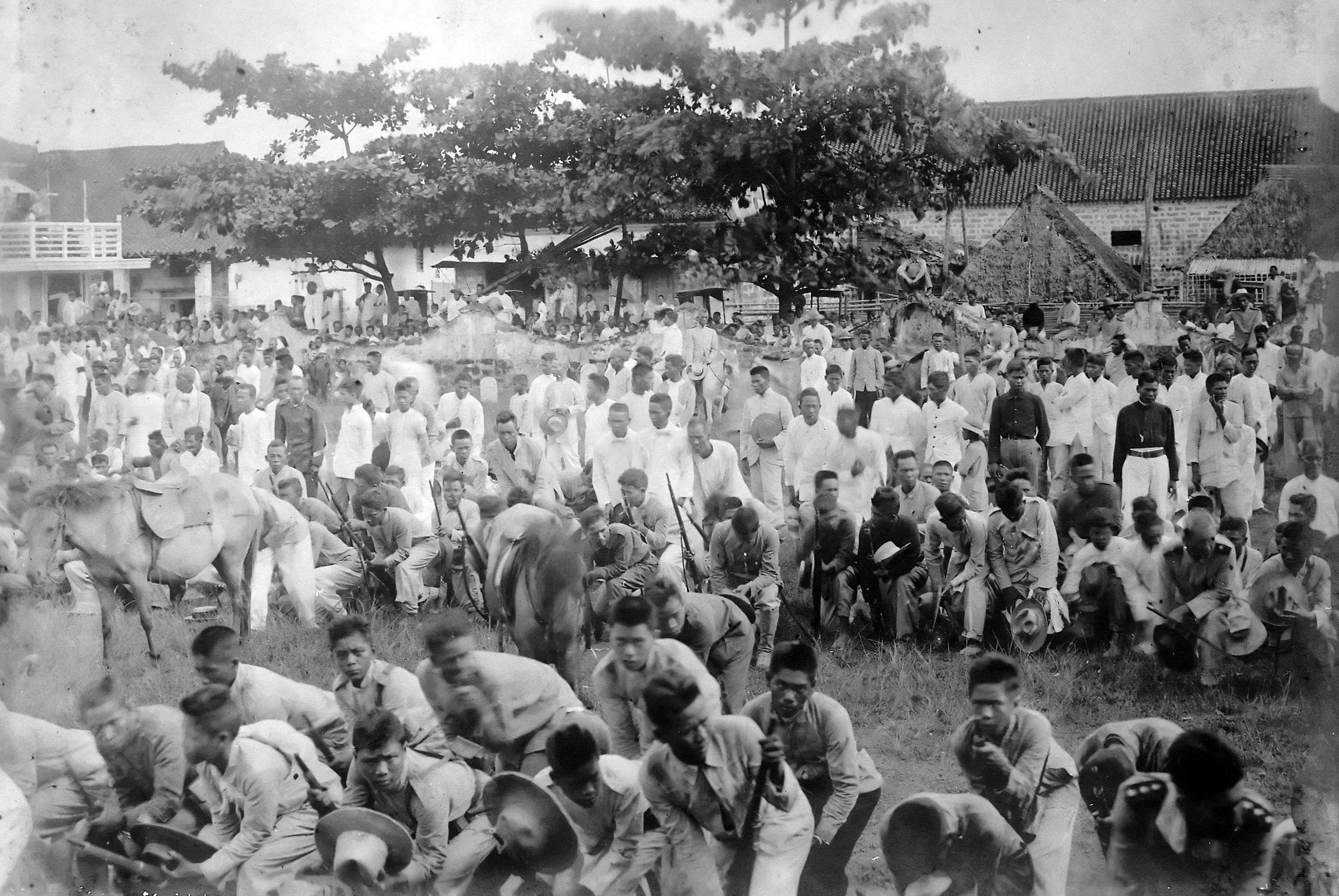
گروهی از مبارزان فیلیپینی که در هنگام تسلیم، اسلحه خود را زمین می‌گذارند. حدود ۱۹۰۰
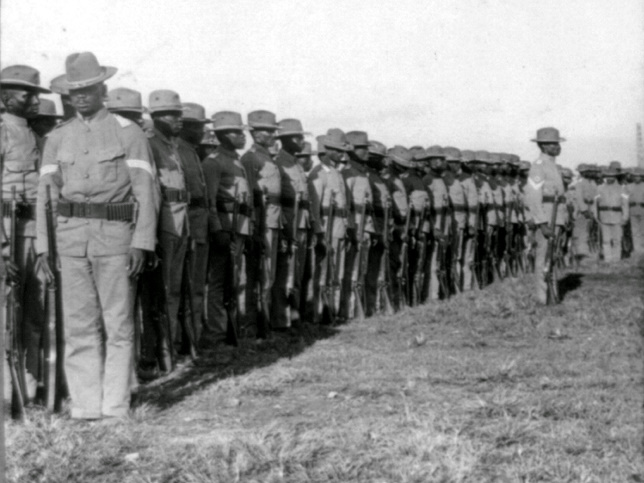
بیست و چهارمین پیاده‌نظام ایالات متحده (که در درجه اول از سربازان آفریقایی-آمریکایی تشکیل شده‌است) در تمرین در کمپ واکر، سبو، ۱۹۰۲
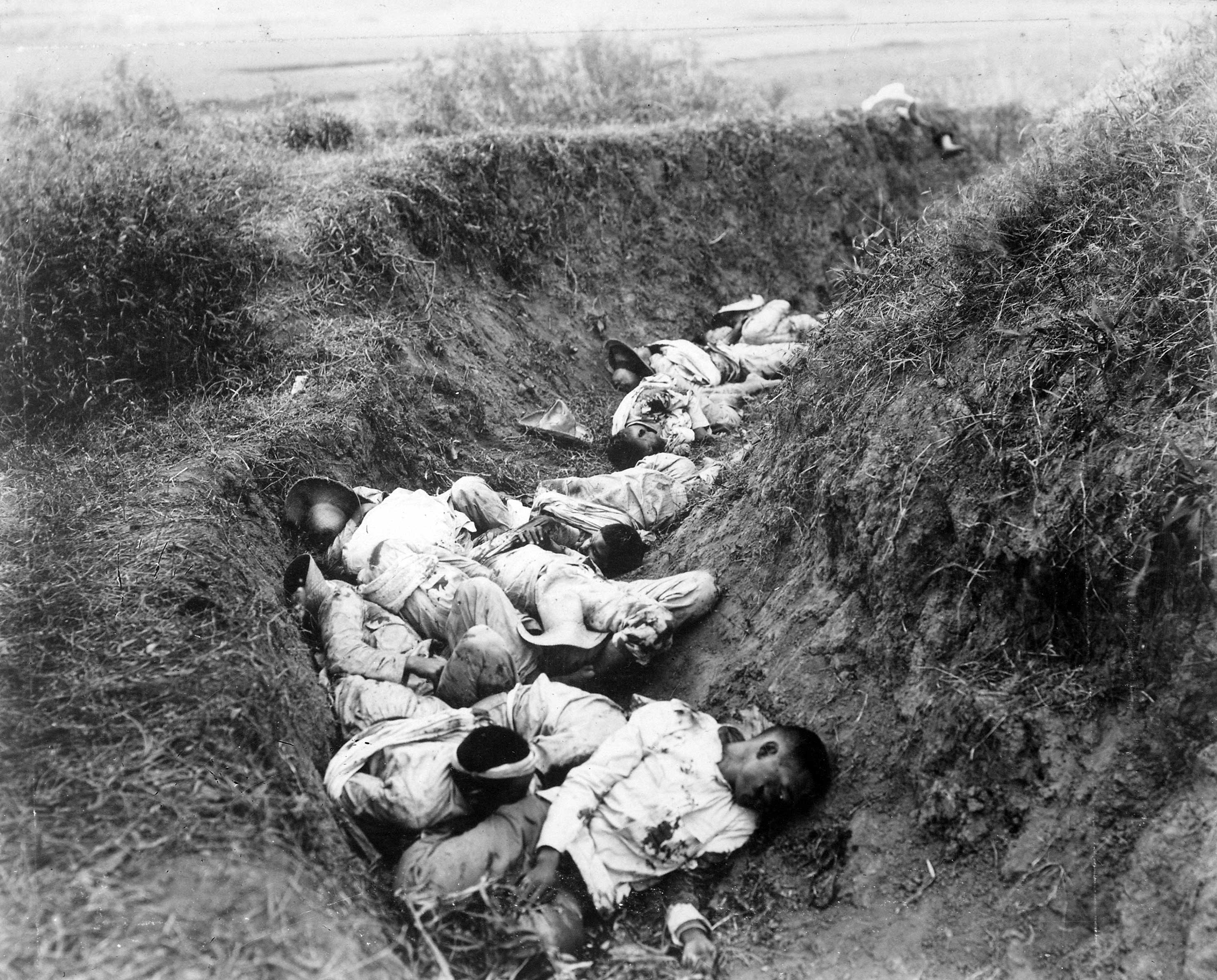
تلفات فیلیپینی در روز اول جنگ